# Бейлик (Агдашский район)
Бейлик (азерб. Bəylik, до 1992 года — Шордахна Вторая) — село в Гюльбендинском административно-территориальном округе Агдашского района Азербайджана.

## Этимология
Прежнее название — Шордахна Вторая. Название населенного пункта происходит от названия села Шордахна, так как первые жители села были переселенцами оттуда.
29 апреля 1992 года решением Нацсовета Верховного Совета Азербайджана название села Шордахана Вторая изменено на Бейлик.

## История
В 1926 году согласно административно-территориальному делению Азербайджанской ССР село относилось к дайре Агдаш Арешского уезда.
После реформы административного деления и упразднения уездов в 1929 году был образован Касильский сельсовет в Агдашском районе Азербайджанской ССР.
Согласно административному делению 1961 года село Шордахна Вторая входило в Касильский сельсовет Агдашского района Азербайджанской ССР, но уже к 1977 году было переподчинено Гюльбендинскому сельсовету.
В 1999 году в Азербайджане была проведена административная реформа и внутри Гюльбендинского административно-территориального округа был учрежден Гюльбендинский муниципалитет Агдашского района, куда и вошло село.

## География
Бейлик расположен на берегу реки Турианчай.
Село находится в 3,5 км от центра муниципалитета Гюльбенда, в 8,5 км от райцентра Агдаш и в 238 км от Баку. Ближайшая железнодорожная станция — Ляки.
Село находится на высоте 31 метров над уровнем моря.

## Население
| Численность населения | Численность населения |
| 1989                  | 2009                  |
| --------------------- | --------------------- |
| 110                   | ↗163                  |

Население преимущественно занимается растениеводством и выращиванием крупного рогатого скота.

## Климат
| Показатель                                                                             | Янв. | Фев. | Март | Апр. | Май  | Июнь | Июль | Авг. | Сен. | Окт. | Нояб. | Дек. | Год  |
| -------------------------------------------------------------------------------------- | ---- | ---- | ---- | ---- | ---- | ---- | ---- | ---- | ---- | ---- | ----- | ---- | ---- |
| Средний суточный максимум, °C                                                          | 7,0  | 8,3  | 12,6 | 20,4 | 25,5 | 29,9 | 33,4 | 32,3 | 28   | 21,2 | 14,3  | 9,2  | 20,1 |
| Средняя температура, °C                                                                | 3,0  | 4,2  | 8,1  | 14,6 | 19,6 | 23,9 | 27,1 | 26,1 | 22,1 | 16,1 | 10,1  | 5,2  | 15,0 |
| Средний суточный минимум, °C                                                           | −0,9 | 0,2  | 3,6  | 8,9  | 13,7 | 18   | 20,9 | 19,9 | 16,3 | 11   | 6     | 1,2  | 9,9  |
| Норма осадков, мм                                                                      | 24   | 29   | 34   | 42   | 56   | 41   | 22   | 25   | 26   | 54   | 33    | 27   | 413  |
| Источник: https://en.climate-data.org/asia/azerbaijan/agdas-rayonu/b%C9%99ylik-955024/ |      |      |      |      |      |      |      |      |      |      |       |      |      |

Среднегодовая температура воздуха в селе составляет +15,0 °C. В селе семиаридный климат.

## Инфраструктура
В советское время близ села располагалась молочно-товарная ферма.
В селе расположены библиотека и фельдшерско-акушерский пункт.